# Peter Norton
Peter Norton, född 14 november 1943 i Aberdeen, Washington (men uppväxt i Seattle), är en amerikansk programmerare, författare och filantrop. Han är mest känd för de böcker och datorprogram som bär hans namn.
Asteroiden 4115 Peternorton är uppkallad efter honom.